# Веселин Икономов
Веселин (Поп) Георгиев Икономов е български революционер, деец на Вътрешната македоно-одринска революционна организация.

## Биография
Веселин Икономов е роден в Берово, тогава в Османската империя. Баща му е свещеник иконом поп Георги Паланецки, делегат на Скопската епархия в Първия български всенароден учредителен събор в Цариград от 1872 година, а брат му Димитър Икономов е свещеник. Веселин Попгеоргиев става ханджия в Крива паланка и член на първия революционен комитет на ВМОРО в града, основан през февруари 1896 година. През 1917 година подписва Мемоара на българи от Македония от 27 декември 1917 година.